# دیوید اندروز (هنرپیشه)
دیوید اندروز (انگلیسی: David Andrews؛ زادهٔ ۱۹۵۲ (۷۲–۷۳ سال)) هنرپیشه اهل ایالات متحده آمریکا است.
از فیلم های معروف او می توان به وایت ایرپ، آرتور نیومن، گیلاس ۲۰۰۰، روز بد در بلوک و پانزده‌ساله و باردار اشاره کرد.